# 貢基夫卡
51°36′25″N 30°37′18″E / 51.60694°N 30.62167°E
貢基夫卡（烏克蘭語：Гуньківка），是烏克蘭北部的村莊，隸屬切爾尼希夫州的切爾尼希夫區。該村始建於1785年，面積0.12平方公里，海拔高度114米，2001年人口90，人口密度每平方公里750人。